# Herminia Borrell
Herminia Elena Josefa Rodríguez-Borrell Feijóo (Camariñas, 1897 -  La Coruña, 18 de febrero de 1971) fue una mujer de la alta burguesía gallega conocida por su matrimonio en 1922 con el magnate Nubar Gulbenkian, hijo del filántropo Calouste Gulbenkian.

## Trayectoria

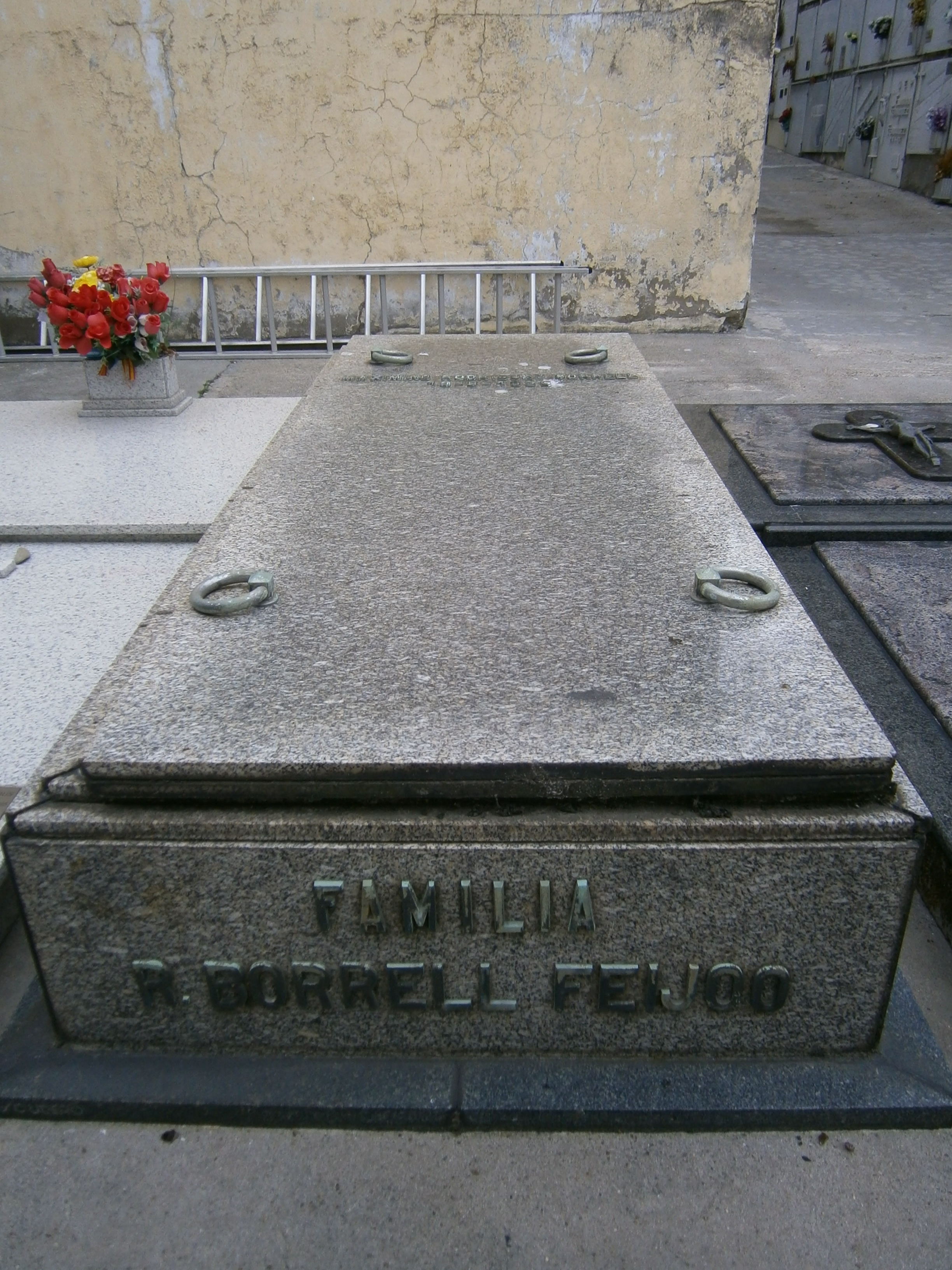
Sepulcro de Herminia Borrell en el Cementerio de San Amaro en La Coruña.

Herminia Borrell era hija de Máximo Rodríguez Borrell, albañil de Camariñas emigrado a Cuba, y de María Luisa Feijóo, hija del militar a cargo de la planta azucarera donde trabajaba. Destacó en la sociedad coruñesa y su puesta de largo se celebró en el Pazo de Meirás, gracias a la anfitriona Emilia Pardo Bazán.
A pesar de las reservas de ambas familias, Herminia Rodríguez-Borrell Feijoo y Nubar Gulbenkian se casaron en Londres en la Oficina de Registro de Prince's Row en 1922. A la ceremonia solo asistieron la madre de Borrell y su tía Lala. El acto religioso por el rito armenio tuvo lugar en una de las habitaciones del Hotel Ritz de Londres, hotel donde la pareja vivió durante el primer año de matrimonio.
Puesto que se oponía al matrimonio, Gulbenkian dejó de recibir ayuda económica de su padre. Finalmente, Borrell fue repudiada.
Tras su divorcio, a finales de los años veinte, se trasladó al pazo de Sigrás, en Cambre (La Coruña), aunque también tenía propiedades en Carballo y Camariñas.
Era una mujer muy moderna para su época, fumaba, vestía pantalones y montaba en bicicleta. Fue la primera mujer con carné de conducir en España y fue presidenta de honor del Real Club Deportivo de La Coruña.
La pintora Elena Olmos le hizo un retrato que se exhibe actualmente en el Museo de Bellas Artes de La Coruña.

## Familia
Su hermano Max se casó en 1936 con María del Carmen Álvarez de Sotomayor Castro, hija del pintor Fernando Álvarez de Sotomayor. La propia Borrell actuó como madrina.